# Episodi di Simon Coleman (seconda stagione)
La seconda stagione della serie televisiva drammatica franco-belga Simon Coleman, composta da 6 episodi, è stata trasmessa in Belgio su La Une dal 5 al 19 settembre 2024 e in Francia su France 2 dal 13 al 27 settembre 2024.
In Italia la seconda stagione è stata trasmessa in prima visione assoluta su Rai 1 dal 5 al 12 agosto 2025.
| nº | Titolo francese          | Titolo italiano             | Prima TV          | Prima TV          | Prima TV       |
| nº | Titolo francese          | Titolo italiano             | Belgio            | Francia           | Italia         |
| -- | ------------------------ | --------------------------- | ----------------- | ----------------- | -------------- |
| 1  | Balle perdue             | Proiettile vagante          | 5 settembre 2024  | 13 settembre 2024 | 5 agosto 2025  |
| 2  | Confiserie amère         | Dolci amari                 | 5 settembre 2024  | 13 settembre 2024 | 5 agosto 2025  |
| 3  | Les apparences           | Le apparenze ingannano      | 12 settembre 2024 | 20 settembre 2024 | 6 agosto 2025  |
| 4  | Requiem pour un Don Juan | Requiem per un Don Giovanni | 12 settembre 2024 | 20 settembre 2024 | 6 agosto 2025  |
| 5  | Millésime                | Millesimato                 | 19 settembre 2024 | 27 settembre 2024 | 12 agosto 2025 |
| 6  | Juste une illusion       | Solo un'illusione           | 19 settembre 2024 | 27 settembre 2024 | 12 agosto 2025 |

## Proiettile vagante
- Titolo francese: Balle perdue
- Diretto da: Nicolas Copin e Sandra Perrin
- Scritto da: Alexandra Echkenazi e Thomas Perrier

### Trama
- Ascolti Belgio: telespettatori 241 088[6].
- Ascolti Francia: telespettatori ? – share ?.
- Ascolti Italia: telespettatori ? – share ?.

## Dolci amari
- Titolo francese: Confiserie amère
- Diretto da: Nicolas Copin e Sandra Perrin
- Scritto da: Alexandra Echkenazi e Thomas Perrier

### Trama
- Ascolti Belgio: telespettatori 241 088[6].
- Ascolti Francia: telespettatori ? – share ?.
- Ascolti Italia: telespettatori ? – share ?.

## Le apparenze ingannano
- Titolo francese: Les apparences
- Diretto da: Nicolas Copin
- Scritto da: Alexandra Echkenazi e Thomas Perrier

### Trama
- Ascolti Belgio: telespettatori ?.
- Ascolti Francia: telespettatori ? – share ?.
- Ascolti Italia: telespettatori ? – share ?.

## Requiem per un Don Giovanni
- Titolo francese: Requiem pour un Don Juan
- Diretto da: Nicolas Copin
- Scritto da: Alexandra Echkenazi e Thomas Perrier

### Trama
- Ascolti Belgio: telespettatori ?.
- Ascolti Francia: telespettatori ? – share ?.
- Ascolti Italia: telespettatori ? – share ?.

## Millesimato
- Titolo francese: Millésime
- Diretto da: Nicolas Copin
- Scritto da: Alexandra Echkenazi e Thomas Perrier

### Trama
- Ascolti Belgio: telespettatori ?.
- Ascolti Francia: telespettatori ? – share ?.
- Ascolti Italia: telespettatori ? – share ?.

## Solo un'illusione
- Titolo francese: Juste une illusion
- Diretto da: Nicolas Copin
- Scritto da: Alexandra Echkenazi e Thomas Perrier

### Trama
- Ascolti Belgio: telespettatori ?.
- Ascolti Francia: telespettatori ? – share ?.
- Ascolti Italia: telespettatori ? – share ?.